# Argentina (Chilón)
Argentina es una localidad del municipio de Chilón ubicado en la región Tulijá Tseltal-Chol del estado mexicano de Chiapas.

## Geografía
La localidad se ubica a 10.1 kilómetros (en dirección oeste) de la localidad de Chilón, la cabecera y lugar más poblado del municipio. Se sitúa en las coordenadas geográficas 17°06′23″N 92°13′58″O / 17.106389, -92.232778, a una elevación de 940 metros sobre el nivel del mar.

## Demografía
Según el Conteo de Población y Vivienda 2020, efectuado por el Instituto Nacional de Estadística y Geografía, la localidad de Argentina tiene 122 habitantes, de los cuales 65 son del sexo masculino y 57 del sexo femenino. Su tasa de fecundidad es de 3.84 hijos por mujer y tiene 20 viviendas particulares habitadas.
| Gráfica de evolución demográfica de Argentina entre 1960 y 2020 |
|                                                                 |
| INEGI.                                                          |